# Deux plus un
Deux plus un è un cortometraggio del 1991 diretto da François Ozon.

## Trama
La storia si basa sull'incontro tra due giovani omosessuali e un'anziana insegnante di matematica, durante un soggiorno estivo.
I due omosessuali comprenderanno così il valore delle addizioni nel contesto sociale dei sobborghi degradati di Parigi, dove un "Due più uno è più potente di un coltello".
Il corto si conclude con la morte improvvisa dell'insegnante, narrata dal regista tramite degli stacchi tra la morte della anziana precettrice e il rapporto sessuale consumato dai due giovani nel contempo.